# Лиутгер фон Суплинбург
Лиутгер фон Суплинбург или Лютгер (на немски: Liutger von Süpplingenburg, von Supplingburg; † сл. 1031) е саксонски благородник, от 1013 г. граф на Суплинбург, от 1021 г. граф в Харцгау и Нордтюринггау. Доказан е в документи от 1013 до 1031 г. Той е прадядо на император на Лотар III.

## Произход
Той е вероятно брат на маркграф Вернер от Северната марка, граф в Нордтюринггау.

## Деца
Лиутгер фон Суплинбург има децата:
- Лутер († сл. 1063), граф в Нордтюринггау и Дерлингау (1042 – 1062)
- Бернхард (* пр. 1043; † пр. 1069), граф на Суплинбург, 1052 г. граф в Харцгау, Дерлингау и в Нордтюринггау (1031 – 1069). Той е дядо на император на Лотар III.